# Moses Chavula
Moses Chavula, né le 8 août 1985 à Blantyre, est un footballeur malawite. Il joue  poste de défenseur avec l'équipe sud-africaine du Nathi Lions.